# Cyclocross Liévin
Der Cyclocross Liévin ist ein unregelmäßig ausgetragenes Cyclocrossrennen im französischen Liévin.

## Geschichte
Das Rennen fand erstmals 2000 im Rahmen der Challenge de France statt, dem Vorläufer der heutigen nationalen Rennserie Coupe de France, die sich in erster Linie an französische Fahrer richtete. Von 2003 bis 2012 war es viermal Teil des UCI-Cyclocross-Weltcups. Schauplatz des Rennens war jeweils der Park Val de Souchez am südlichen Ortsrand, wobei sich Start- und Ziellinie jeweils auf einer der angrenzenden Straßen Rue d’Avion bzw. Rue du Percot befinden. Einen Namen machte sich der Parcours zudem durch die Ausrichtung zweier französischer Meisterschaften (2005, 2010) sowie der Cyclocross-Europameisterschaften 2008.
Nach 2012 wurde jahrelang kein Rennen mehr organisiert. 2019 wurde Liévin dann vom französischen Radsportverband für die Ausrichtung der Cyclocross-Weltmeisterschaften 2025 ausgewählt. Ein erstes Comeback im Rahmen der Coupe de France 2020 scheiterte an den Folgen der Corona-Pandemie, 2022 richtete Liévin jedoch zum dritten Mal die französischen Meisterschaften aus.

## Siegerliste

### Meisterschaften
- 2005: Französische Meisterschaften:  Francis Mourey /  Maryline Salvetat
- 2008: Europameisterschaften: kein Männerrennen /  Hanka Kupfernagel
- 2010: Französische Meisterschaften:  Francis Mourey /  Caroline Mani
- 2022: Französische Meisterschaften:  Joshua Dubau /  Line Burquier
- 2025: Weltmeisterschaften:  Mathieu van der Poel /  Fem van Empel

### Männer
- 2000 (Dez):  David Pagnier
- 2001 (Dez):  Geoffrey Clochez
- 2003 (Jan):  Sven Nys (Weltcup)
- 2003 (Dez):  Arnaud Labbe
- 2006 (Jan):  Sven Nys (Weltcup)
- 2008 (Jan):  Lars Boom (Weltcup)
- 2012 (Jan):  Zdeněk Štybar (Weltcup)

### Frauen
- 2000 (Dez):  Laurence Leboucher
- 2001 (Dez):  Laurence Leboucher
- 2003 (Jan):  Daphny van den Brand (Weltcup)
- 2003 (Dez):  Maryline Salvetat
- 2006 (Jan):  Daphny van den Brand (Weltcup)
- 2008 (Jan):  Hanka Kupfernagel (Weltcup)
- 2012 (Jan):  Marianne Vos (Weltcup)